# Île Maldonado (Natales)
Pour les articles homonymes, voir île Maldonado.
Ne doit pas être confondu avec Île Maldonado (Tortel).
L'île Maldonado (en espagnol : Isla Maldonado), est une île de l'archipel de la Reine Adélaïde, dans le sud du Chili. Elle est administrativement rattachée à la région de Magallanes et de l'Antarctique chilien, en Patagonie chilienne ; elle fait partie de la réserve nationale Alacalufes.

## Géographie

### Situation  et caractéristiques physiques
L'île Maldonado est située entre l'île Vidal Gormaz à l'ouest, les îles Chaigneau  au sud-est et l'île Pacheco au sud.
Sa superficie est de 133,5 kilomètres carrés.